# Las mariposas disecadas
Las mariposas disecadas es una película mexicana de 1978, es un thriller de suspenso dirigido por Sergio Véjar. Está protagonizada por Silvia Pinal.

## Argumento
Julia (Silvia Pinal), es una escritora de novelas algo excéntrica que utiliza el seudónimo de "Cassandra Fuller". Es una mujer madura que vive sola en una gran casona, siempre entre penumbras y con la única compañía de Gloria (Ada Carrasco) y "Plinio", una canario que mantiene en una jaula. Julia siente una especie de obsesión por la belleza y la juventud. Ella está escribiendo su siguiente novela que llevará por título Las mariposas disecadas. Una tarde, un grupo de niños que juegan en la calle, frente a la propiedad de Julia, pretenden entrar a su propiedad para buscar el cadáver de un pájaro que ellos mismos mataron por diversión. Julia les permite a los niños entrar en su casa para mostrarles a "Plinio". Ella siente una atracción incontrolable por Olak (Andrés León Becker), uno de los niños del grupo, quién muestra una fascinación especial por "Plinio". Olak comienza a visitar a Julia todas las tardes para ver a "Plinio" y Julia comienza a obsesionarse con él. De manera paralela, en una suerte de flashbacks, Julia recuerda su relación con Jorge (Ricardo Noriega), un hombre más joven que ella por el cual sentía un amor obsesivo. Conforme la cinta avanza, Julia va recordando detalles de su relación con Jorge, sobre todo los últimos días de su romance, antes de que él le informara que pensaba abandonarla por presión de sus padres. La negativa de Julia de renunciar al amor de Jorge la llevan a la locura y a cometer un terrible crimen. Julia asesina a Jorge y luego lo diseca, conservando su cadáver junto a ella, en un armario oculto de su habitación. Sin embargo, el proceso de disección es bastante precario y el cuerpo de Jorge comienza a descomponerse. Julia termina enterrando el cadáver en su propio jardín. El problema es que ahora Julia ha puesto sus ojos en el pequeño Olak, a quién también piensa retener junto a ella a cualquier costo, por lo que comienza a buscar métodos más efectivos para conservar un cadáver en perfecto estado.

## Reparto
- Silvia Pinal ... Julia (Cassandra Fuller)
- Ricardo Noriega ... Jorge
- Ada Carrasco ... Gloria
- Andrés León Becker... Olak
- Humberto Elizondo ... Vendedor de antigüedades
- Gonzálo Vega ... Voz de Jorge

## Comentarios
Las mariposas disecadas es un thriller psicológico complejo, explotando el erotismo a través de parafilias como la necrofilia y la pedofilia. El hecho de que la protagonista  se enamore de  la juventud y belleza, no quiere decir que sea superficial. La ingenuidad de sus amantes y la ternura que recibía de ellos al momento  de poseerla la llevaban  a tocar fibras muy profundas y ocultas dentro de su ser, orillándola a crear una necesidad de su presencia,  teniendo conciencia de que la perpetuidad natural  no existe a menos que se busque  sin medir límites, consecuencias y sentimientos de terceras personas. Sin duda una interpretación audaz por parte de la primera actriz Silvia Pinal, mostrando en cada una de sus escenas realismo y profesionalismo.